# بسالو
بسالو (به اسپانیایی: Besalú) یک شهرستان در اسپانیا است که در استان خرنا واقع شده‌است.

## خصوصیات
بسالو ۴٫۹۲ کیلومترمربع مساحت و ۲٬۳۶۱ نفر جمعیت دارد و ۱۵۱ متر بالاتر از سطح دریا واقع شده‌است.